# Lars-Anders Wahlgren
Lars-Anders Wahlgren, född 24 augusti 1966, är en före detta professionell tennisspelare från Sverige.

## Karriär
Wahlgren var en topp 100-spelare i både singel och dubbel.
Han vann sin första Grand Slam-match på French Open 1987 då han vann över Guy Forget.
1989 hade han sin bästa insats i singel under en ATP Tour-tävling och nådde finalen i Australiska inomhusmästerskapen. Han besegrade den regerande mästaren Slobodan Živojinović på väg till finalen, där han förlorade mot Ivan Lendl.
Han nådde kvartsfinal i Wellingtons BP National Championship - Singles 1990 och klarade sig också till den tredje omgången av herrarnas singlar vid Australian Open det året.
Wahlgren var kvartsfinalist vid Brisbane inomhusmästerskap 1992. Under de kommande två åren slutade han två gånger tvåa i Kuala Lumpur Open.
Det längsta han kom i herrdubbel var vid en Grand Slam på Australian Open 1995, då han och partner Ola Kristiansson tog sig vidare till tredje omgången och besegrade sjätte-seedade David Adams och Andrei Olhovskiy på vägen.

## Grand Prix / ATP-finaler

### Singlar: 1 (0–1)
| Resultat | Nr | År   | Turnering          | Underlag  | Motståndare | Poäng         |
| -------- | -- | ---- | ------------------ | --------- | ----------- | ------------- |
| Förlust  | 1  | 1989 | Sydney, Australien | Hardcourt | Ivan Lendl  | 2–6, 2–6, 1–6 |

### Dubblar: 2 (0–2)
| Resultat | Nr | År   | Turnering              | Underlag  | Partner        | Motståndare                  | Poäng         |
| -------- | -- | ---- | ---------------------- | --------- | -------------- | ---------------------------- | ------------- |
| Förlust  | 1  | 1993 | Kuala Lumpur, Malaysia | Hardcourt | Jonas Björkman | Jacco Eltingh, Paul Haarhuis | 5–7, 6–4, 6–7 |
| Förlust  | 2  | 1994 | Kuala Lumpur, Malaysia | Matta     | Nicklas Kulti  | Jacco Eltingh, Paul Haarhuis | 0–6, 5–7      |

## Challenger-titlar

### Singlar: (1)
| Nr | År   | Turnering      | Underlag  | Motståndare        | Poäng    |
| -- | ---- | -------------- | --------- | ------------------ | -------- |
| 1  | 1986 | Aten, Grekland | Hardcourt | Hans-Dieter Beutel | 6–4, 6–3 |

### Dubblar: (12)
| Nr | År   | Turnering                   | Underlag  | Partner            | Motståndare                         | Poäng         |
| -- | ---- | --------------------------- | --------- | ------------------ | ----------------------------------- | ------------- |
| 1  | 1987 | Martinique, Västindien      | Hardcourt | Morten Christensen | Jeremy Bates Nick Fulwood           | 7–6, 6–3      |
| 2  | 1988 | Crans-Montana, Schweiz      | Grus      | Peter Svensson     | Conny Falk Stefan Svensson          | 6–4, 6–4      |
| 3  | 1988 | Genova, Italien             | Grus      | Peter Svensson     | Per Henricsson Nicklas Utgren       | 7–5, 2–6, 6–1 |
| 4  | 1989 | Clermont-Ferrand, Frankrike | Grus      | Peter Svensson     | Marcelo Ingaramo Gustavo Luza       | 7–5, 6–3      |
| 5  | 1989 | Tampere, Finland            | Grus      | Peter Svensson     | Christer Allgårdh Tobias Svantesson | 7–5, 6–7, 6–3 |
| 6  | 1990 | Hanko, Finland              | Grus      | Johan Anderson     | Tomas Nydahl Peter Svensson         | 6–3, 7–6      |
| 7  | 1992 | Oberstaufen, Tyskland       | Grus      | Johan Anderson     | Filip Dewulf Tom Vanhoudt           | 2–6, 7–6, 6–4 |
| 8  | 1993 | Bruck, Österrike            | Grus      | Nils Holm          | Ellis Ferreira Alexis Hombrecher    | 0–6, 6–4, 6–4 |
| 9  | 1993 | Fürth, Tyskland             | Grus      | Nils Holm          | Ģirts Dzelde Vladimir Gabrichidze   | W/O           |
| 10 | 1993 | Scheveningen, Nederländerna | Grus      | Nils Holm          | Jacco Eltingh Paul Haarhuis         | 6–1, 6–2      |
| 11 | 1994 | Bronx, USA                  | Hardcourt | Chris Bailey       | Pan Bing Xia Jiaping                | 6–3, 7–5      |
| 12 | 1995 | Lillehammer, Norge          | Grus      | Thomas Johansson   | Andrew Ilie Todd Larkham            | 2–6, 6–3, 6–3 |